# Most Legií

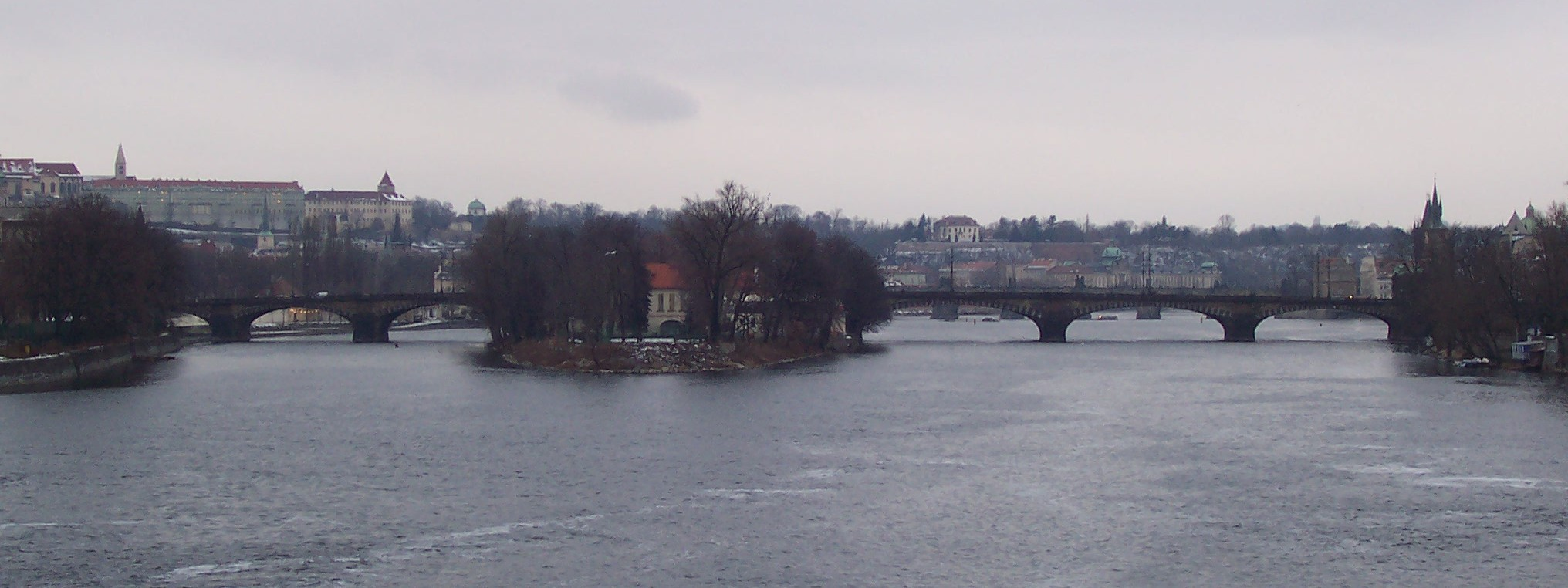
Most Legií, pohled z Jiráskova mostu

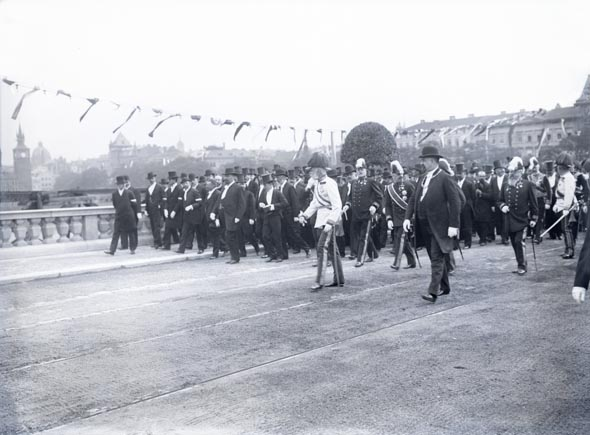
Rudolf Bruner-Dvořák: Slavnostní otevření nového mostu císařem Františkem Josefem I. dne 14. června 1901
fotografie: sbírka Scheufler

Most Legií je pražský silniční most přes Vltavu, osmý po proudu řeky. Most spojuje Národní třídu přes Střelecký ostrov s Újezdem a Malou Stranou. Vede po něm i tramvajová trať.

## Stavební vývoj
Původní řetězový most byl postaven v letech 1839–1841 a sloužil až do roku 1898.
Současný kamenný most byl vystavěn v letech 1898–1901 z iniciativy podnikatele Vojtěcha Lanny a na základě vypsané anonymní soutěže architektonického návrhu mostu z 27. července 1889. Komise rozhodovala z deseti navržených variant. Zvítězil návrh kamenného mostu podle projektu architekta Antonína Balšánka, inženýra Jiřího Soukupa a inženýra Josefa Janů. Stavbu mostu provedla firma Gregersen a synové z Budapešti.
Most sestává z devíti velmi plochých kleneb různého rozpětí; nad Střeleckým ostrovem se jedná o klenbu z kruhových segmentů, ostatní mají elipsovitý tvar. Na stavbu byly použity žulové kvádry. Na obou stranách jsou umístěny vždy dvě věže, které v dobách rané existence mostu sloužily k vybírání mýtného. 
Otevření mostu se konalo 14. června 1901 za přítomnosti císaře Františka Josefa I.
Součástí projektu nového mostu bylo poprvé i vedení inženýrských sítí v chodnících, zahrnující vodovodní potrubí, plynovod, telefonní kabely, poštovní potrubí a elektrické vedení.
Dekorativnost zajišťuje i barevnost kamenů, které měly evokovat národní barvy. Zhlaví pilířů je obloženo červenou žulou, zábradlí jsou z modré žuly, jeho hranaté kuželky z hořického pískovce stejně jako boční výplně kleneb a mýtné budky.

## Změny pojmenování
- 1841–1919: most císaře Františka I. (František I., 1768–1835)
- 1919–1940: most Legií (podle československých legionářů)
- 1940–1945: Smetanův most (Bedřich Smetana)
- 1945–1960: most Legií
- 1960–1990: most 1. máje (podle mezinárodního svátku práce, viz též Střelecký ostrov)
- od 1990: most Legií